# 第五代边疆伯爵埃德蒙·莫蒂默

莫蒂默的纹章

第五代边疆伯爵、第七代北爱尔兰伯爵埃德蒙·莫蒂默（1391年11月6日—1425年1月18日），英格兰贵族和英格兰王位的潜在宣称者。作为爱德华三世孙女的孙子，当堂舅公理查二世被废黜而由亨利四世登基时，他是理查的王储。埃德蒙·莫蒂默的王位继承权成为反对亨利四世和亨利五世的叛乱和图谋的基础，尽管莫蒂默本人是亨利五世和亨利六世的一位重要和忠诚的封臣，但其王位继承权后仍在玫瑰战争中被约克王朝提出。埃德蒙是莫蒂默家族最后一位边疆伯爵。

## 家庭
第五代边疆伯爵埃德蒙·莫蒂默于1391年11月6日生于家族爱尔兰地产之一的韦斯特米斯郡新森林，是第四代邊疆伯爵羅傑·莫蒂默和艾蕾諾爾·霍蘭的儿子，有一个弟弟罗杰（1393年－1413年）；两个姐妹，嫁给約克公爵蘭利的埃德蒙幼子劍橋伯爵理查（1415年伏诛）的安妮和嫁给愛德華·庫爾特奈爵士（卒于1418年）但无子嗣的埃莉诺。
埃德蒙·莫蒂默的母亲是第二代肯特伯爵托馬斯·霍蘭和愛麗絲·菲茨阿蘭的女儿，托马斯·霍兰的母亲肯特的琼安是爱德华一世的孙女，通过二婚成为理查二世的母亲，而爱丽丝则是第三代阿倫德爾伯爵理查·菲茨阿蘭和第二任妻子、亨利三世之孙第三代蘭開斯特伯爵亨利之女埃莉诺的女儿。
故埃德蒙·莫蒂默从母亲这边论是亨利三世之后，又是理查二世的侄外孙，更重要的是，从祖父第三代边疆伯爵埃德蒙·莫蒂默和祖母爱德华三世次子克拉倫斯公爵萊昂內爾独生女克拉倫斯的菲莉琶这边论，他还是爱德华三世之后；因理查二世无嗣，埃德蒙的父亲罗杰生前是王储，罗杰1398年7月20日死于爱尔兰后，他的继承权落在了长子埃德蒙身上。故根据男系长子继承制，埃德蒙为王位推定继承人，继承权在爱德华三世第三子兰开斯特公爵冈特的约翰的子女兰开斯特王室之上。
但1399年9月30日，埃德蒙·莫蒂默还不满8岁时，命运完全改变。理查二世被兰开斯特公爵亨利·博林布罗克废黜，亨利成为国王亨利四世，并在第一次议会上立儿子未来的亨利五世为储。年幼的埃德蒙和他的弟弟罗杰被新国王亨利四世委任休·沃特顿爵士监护于温莎和伯肯斯特德城堡，但受到荣耀的对待，一度还和国王的子女约翰和菲利帕一同抚养。

## 反叛亨利四世
1402年6月22日，埃德蒙的叔父埃德蒙·莫蒂默爵士在布林格拉斯之战中被威尔士起义者欧文·格伦道尔所俘。亨利四世指其叛投格伦道尔，拒绝赎回，没收他的财产。莫蒂默因而娶了格伦道尔的女儿，并于12月13日书面宣称他的侄子埃德蒙·莫蒂默是理查二世的合法继承人。
埃德蒙爵士的姐姐即埃德蒙的姑母嫁给诺森伯兰伯爵之子急惊风亨利·珀西。1403年，珀西家族伙同格伦道尔和埃德蒙爵士一同反叛。急惊风于什鲁斯伯里战役中被败杀。
格伦道尔和埃德蒙·莫蒂默爵士及珀西家族的同盟在什鲁斯伯里反击战中幸存，1405年2月，他们签订三方合同，提出三分王国。此约定显然与将埃德蒙及其弟罗杰从国王监护下解放出来送到威尔士的计划相联系。13日，莫蒂默兄弟被从温莎堡劫走，但很快在切尔特纳姆附近重新被俘。约克的康斯坦丝被认为应对此负责，被捕，涉及其兄第二代约克公爵诺里奇的爱德华，他也被捕，囚于佩文西城堡17周。作为劫持失败的结果，1406年2月1日，埃德蒙和罗杰被在佩文西城堡置于约翰·佩拉姆爵士（卒于1429年）更严的监视之下，在那里直至1409年。1409年2月1日，埃德蒙和罗杰被置于只比埃德蒙大5岁的威尔士亲王监管之下。在亨利四世统治的余年，他们一直被羁押。
因在母親于1405年去世後未得到亨利四世善待，埃德蒙·莫蒂默的姐妹安妮、埃莉诺被描述为“赤贫者”。

## 亨利五世时期
1413年，蒙茅思的亨利即位为亨利五世，释放了埃德蒙，新王加冕前一天的4月8日，埃德蒙和弟弟罗杰被封为巴思骑士。对于罗杰·莫蒂默没有更多信息，可能于1413年或其后不久去世。
6月9日，国王给埃德蒙产业。1408年2月24日，亨利四世的王后纳瓦拉的胡安娜曾获授权安排埃德蒙的婚事，但后来将此权让给了亨利五世。1415年1月17日，埃德蒙获取教皇特许娶和他有三代内血亲的“健康女人”，娶了第五代斯塔福德伯爵埃德蒙·斯塔福德和格洛斯特的安妮的女儿安妮·斯塔福德。与莫蒂默相似，她也是爱德华三世的后人。国王不悦，强征了他们1万马克的罚款。
尽管有短暂的不协，埃德蒙·莫蒂默完全忠于亨利五世。尽管祖上房分占优，他从未宣称王位。他是亨利最信任的顾问之一。
4月16日，埃德蒙出现在决定对法宣战的国会上，7月24日成为国王遗嘱的见证人之一。
当犯境法国的准备工作正在进行时，一些不满的贵族启动了南安普顿阴谋，图谋将埃德蒙带到威尔士并宣布为王。主谋即埃德蒙姐姐安妮的丈夫剑桥伯爵。莫蒂默卷入其中后，于7月31日在波特切斯特将此图谋揭发给了国王，并参与了谴责姐夫剑桥及其他同谋者并处以死刑的委员会；他们于8月2日和5日被斩首。8月7日，国王正式赦免莫蒂默在此事中的名义参与。
当埃德蒙随亨利五世军去法国时，他深陷债务。他参加了诺曼底的几场军事行动，包括阿夫勒尔围城战，他在那里得了痢疾，只得回英格兰。1416年8月15日，他被任为第一代贝德福德公爵兰开斯特的约翰和沃尔特·汉格福德爵士麾下解救阿夫勒尔的将军，随军于1417年和1418年攻占诺曼底。1420年7月他参与默伦围城。
1421年2月，莫蒂默陪国王及其新娘瓦盧瓦的凱瑟琳回英格兰，在凱瑟琳于21日的加冕礼上持权杖。6月，他再伴亨利五世征法，参与莫围城战，国王在那里致命病倒，于1422年8月31日故于万塞讷。

## 结局

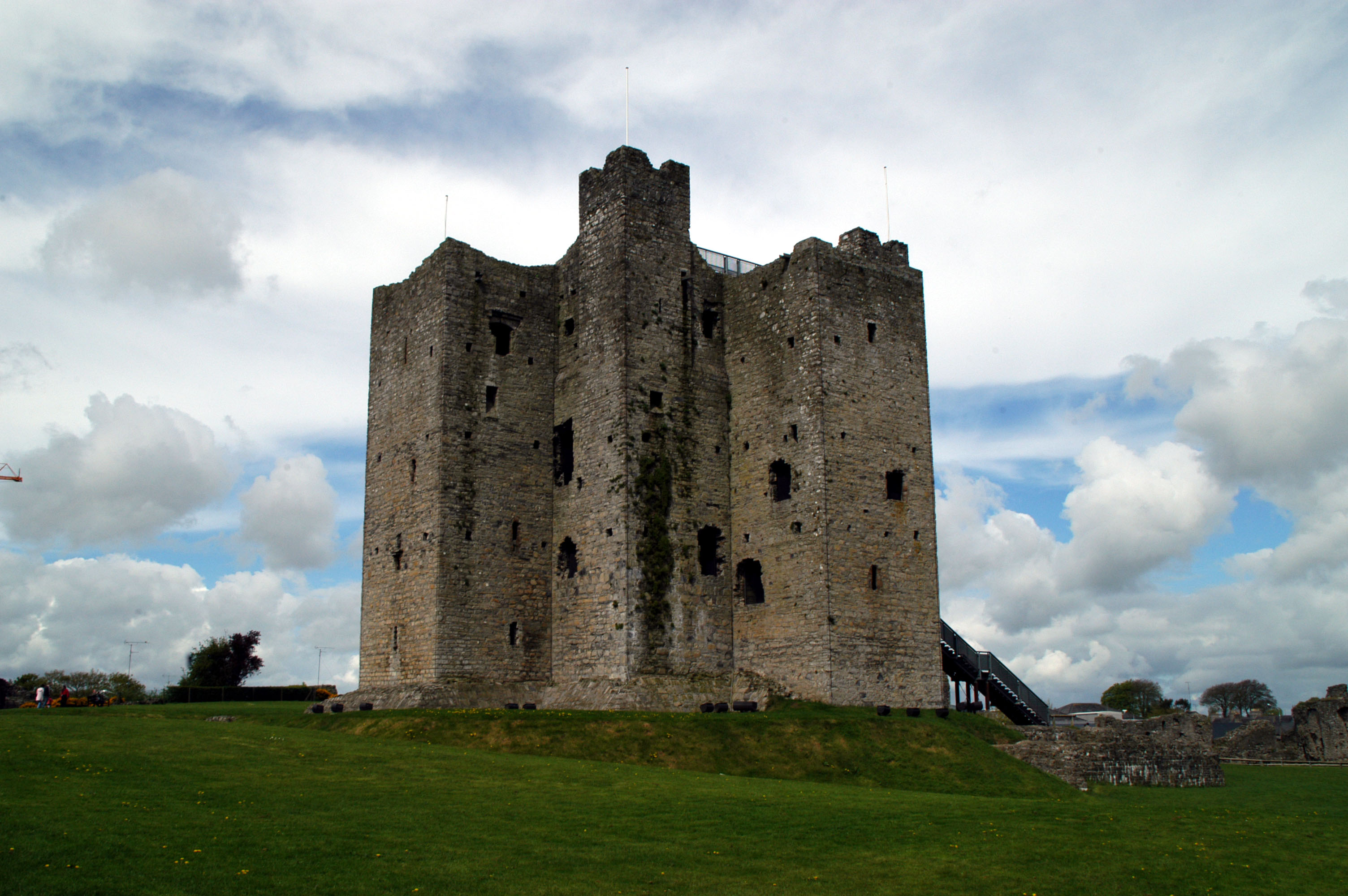
Trim Castle

亨利五世由9个月的儿子亨利六世继位，1422年12月9日，莫蒂默被任为摄政国会一员。
1423年5月9日，莫蒂默被任命为国王的爱尔兰助理，为期9年，但是他起初只通过一个副手米思主教爱德华·丹齐代行职权，自己仍留在英格兰。但在因為一次和小国王的叔父格洛斯特公爵汉弗莱暴力争吵和族人约翰·莫蒂默爵士伏诛后，莫蒂默被“遣往爱尔兰”。1424年秋天，莫蒂默抵达爱尔兰，其後于1425年1月18或19日在特里姆城堡死于腺鼠疫。莫蒂默被葬在萨福克的斯托克拜克莱尔，1414年他曾在那里建立一所牧师真经学院。

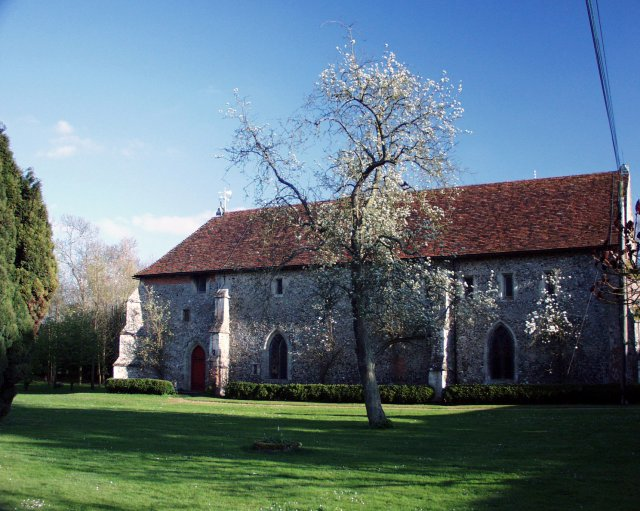
埃德蒙·莫蒂默的葬地克莱尔隐修院

因為莫蒂默无嗣。在他死后，边疆伯爵的莫蒂默家族男系绝嗣。他的家产和爵位的继承人是姐姐安妮与姐夫剑桥伯爵理查所生的兒子第三代约克公爵约克的理查（1411年－1460年）。理查也继承了莫蒂默的王位继承权，最终提出並导致了玫瑰战争的爆發。
他的遗孀安妮于1427年3月6日前嫁给第二代埃克赛特公爵约翰·霍兰。她于1432年9月20日或24日过世，葬于圣凯瑟琳的塔的教堂。
威格摩尔编年史称埃德蒙·莫蒂默“道德苛刻，行为沉着，言语小心，在逆境的日子里明智而谨慎”。
边疆伯爵、北爱尔兰伯爵的头衔和他的产业由他的外甥、剑桥伯爵之子理查·金雀花继承，后者后来成为第三代约克公爵，仍自称边疆伯爵，其子亦然。

## 莎士比亚和莫蒂默家族
第五代边疆伯爵埃德蒙·莫蒂默的叔父埃德蒙·莫蒂默爵士的生前活动被莎士比亚在《亨利六世（上）》中戏剧化。剧中莎士比亚明确认同埃德蒙·莫蒂默爵士为急惊风的小舅子，但同时称他为“边疆伯爵”，将他与其侄混合了。
南安普顿阴谋在莎士比亚的《亨利五世》（第二幕第二场）中被戏剧化。但此事的意图被错写了，莫蒂默揭发此事和谴责谋乱者的角色被完全忽略。
埃德蒙·莫蒂默也出现在《亨利六世 (上)》（第二幕第五场）。他33岁却被错误描述为老人和自从亨利四世上台就被控制在伦敦塔的垂死的囚犯。此外，在一个完全虚构的场景中，同样错误的是，他向外甥理查解释了他们的王位继承权，表扬了理查的父亲立自己为王的努力，并劝理查接受王位继承权。实际上，理查的舅舅去世时他才13岁，当时他在英格兰北部被抚养成人，是作为王室监护人由第一代威斯特摩兰伯爵拉尔夫·内维尔抚养的。